# ۱۲۶۸ (خورشیدی)
سال ۱۲۶۸ در گاهشماری هجری خورشیدی

## وقایع
- ۲۹ اسفند امضای قرارداد تالبوت مبنی بر اعطای امتیاز توتون و تنباکو به تالبوت انگلیسی توسط ناصرالدین شاه که منجر به نهضت تنباکو شد.
- افتتاح بانک شاهنشاهی ایران به عنوان اولین بانک ایران

## زادگان
- مستوره افشار، فعال حقوق زنان در جمعیت نسوان وطنخواه
- موسی معروفی : موسیقی دان ایرانی.
- محمد فرخی یزدی، شاعر و روزنامه‌نگار